# Auchmis comma
Auchmis comma là một loài bướm đêm trong họ Noctuidae.